# Pilocamptus monodi
Pilocamptus monodi is een eenoogkreeftjessoort uit de familie van de Canthocamptidae. De wetenschappelijke naam van de soort is voor het eerst geldig gepubliceerd in 1974 door Dussart.